# Queseras del Medio
Queseras del Medio est l'une des six paroisses civiles de la municipalité d'Achaguas dans l'État d'Apure au Venezuela. Sa capitale est Guasimal.

## Géographie

### Démographie
Hormis sa capitale Guasimal, la paroisse civile possède plusieurs localités dont :
- Biruaquita
- Costa de Potrerito
- El Jobal
- El Remolino
- El Torreño
- Guasimal
- Las Flores
- La Florida
- La Guariteña
- La Ramera
- Los Albores
- Merecure
- Vuelta Mala Sur